# Дялу-Леунеле
Дялу-Леунеле (рум. Dealu Lăunele) — село у повіті Вилча в Румунії. Адміністративний центр комуни Денічей.
Село розташоване на відстані 140 км на північний захід від Бухареста, 21 км на південь від Римніку-Вилчі, 83 км на північний схід від Крайови, 121 км на південний захід від Брашова.

## Населення
За даними перепису населення 2002 року у селі проживали 475 осіб, усі — румуни. Усі жителі села рідною мовою назвали румунську.